# Якшур-Бодьїнська церковнопарафіяльна школа
Якшу́р-Бо́дьїнська двокла́сна жіно́ча церко́внопарафія́льна шко́ла з педагогі́чним кла́сом — церковнопарафіяльна школа, що існувала на початку XX століття в селі Якшур-Бодья в Удмуртії, Росія.
Школа була відкрита в кінці XIX століття як проста церковнопарафіяльна. З відкриттям в 1903 році при ній педагогічного класу, наблизилась до типу двокласних церковнопарафіяльних учительських шкіл кінця XIX-початку XX століть. Метою школи була підготовка вчительок в удмуртські школи Сарапульського вікаріатства, а також Уфимської, Пермської та Казанської губерній. За сприяння Вознесенського братства школі був наданий місіонерсько-педагогічний характер з урахуванням досвіду реалізації основних ідей Ільмінського Миколи Івановича.
В педагогічному класі учениці ознайомлювались з основними прийомами навчання та шкільної гігієни. Всі учениці повинні були володіти удмуртської мовою. Школа утримувалась на кошти Синоду, Сарапульського відділення Вознесенського братства та місцевих общин. Щорічно навчалось понад 120 учениць, в тому числі 25-30 удмуртських дівчат. Для останніх рада братства та місцева церква виділяла стипендії.